# North Acton (stanice metra v Londýně)
North Acton je stanice metra v Londýně, otevřena roku 1923. Nachází se na lince :
- Central Line (mezi stanicemi Hanger Lane nebo West Acton a East Acton)

| Rok  | Počet cestujících |
| ---- | ----------------- |
| 2011 | 4,64 mil          |
| 2012 | 5,20 mil          |
| 2013 | 5,47 mil          |
| 2014 | 5,68 mil          |